# Poliegos

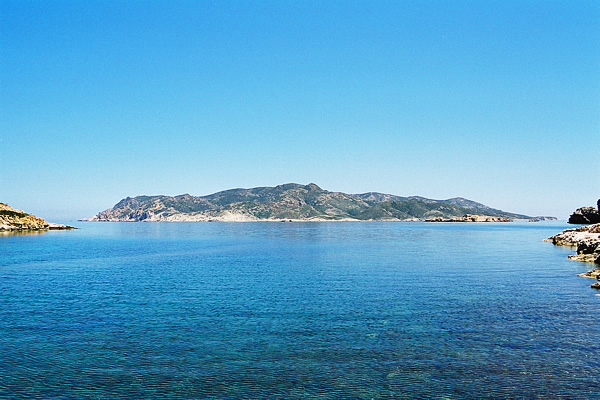
Poliegos, gezien vanaf Kimolos

Poliegos (Grieks: Πολύαιγος) is een onbewoond eiland dat behoort tot de Cycladen, een Griekse eilandengroep die zich in de Egeïsche Zee bevindt, ten oosten van de Peloponnesos en ten noorden van Kreta. Het eiland heeft een oppervlakte van 18 km² en is onbewoond.

## Eilanden in omgeving
De directe noorderbuur is het eiland Sifnos. In het westen ligt het eiland Kimolos en, wat verder ten zuidwesten, het eiland Milos en het eveneens onbewoonde eiland Antimilos.

## Monniksrob
Poliegos is, juist vanwege het onbewoonde karakter, een belangrijke verblijfplaats voor de ernstig bedreigde mediterrane monniksrob.